# Oepke Noordmans
Oepke Noordmans (* 18. Juli 1871 in Oosterend – 5. Februar 1956 in Lunteren) war ein niederländischer Theologe und Prediger der Niederländisch-reformierten Kirche.

## Lebenslauf
Noordmans wuchs in einer religiös geprägten Familie auf, sein Vater war jedoch kein Mitglied der sogenannten konfessionellen Vereinigung der Niederlande. Noordmans studierte Theologie in Utrecht und Leiden. Nach dem Studium wurde er Prediger in Idsegahuizen und Piaam (1903–1910), Suameer (1910–1923) und Laren (Gelderland) (1923–1945). Am 31. Dezember 1943 wurde er pensioniert.
Noordmans Zeit in Suameer könnte konfliktreich genannt werden. So haderte er regelmäßig mit den Kirchenpflegern wegen der Auszahlung seiner Besoldung und wegen des Unterhaltes seines Pfarrhauses. Daneben positionierte er sich gegen ungerechte gesellschaftliche Verhältnisse, was ihm bei weitem nicht von jedem gedankt wurde. Schließlich fanden die Menschen in Suameer seine Predigten generell zu schwer verständlich. Die Konflikte mit den Kirchenpflegern hatten zur Folge, dass Noordmans auch ausgiebig bei der Gründung des Niederländischen Predigerbundes tätig war, der sich mit der Rechtsstellung der Niederländischen Prediger beschäftigte.
Er stand zweimal auf der Vorschlagsliste für eine Berufung zum Hochschulprofessor in Utrecht (in den Jahren 1926 und 1934), was jedoch beide Male im Sande verlief. Er war dennoch seit 1935 Ehrendoktor der Reichsuniversität Groningen.
Während und nach seinem Theologiestudium wurde er zur Strömung der Ethischen Theologie seines Lehrers Johannes Hermanus Gunning gezählt.
Noordmans war ein aktives Mitglied des Niederländischen Predigerbundes (Bond van Nederlandse Predikanten), der im Jahr 1918 zur Verbesserung der Arbeitsbedingungen und der finanziellen Stellung von Predigern gegründet wurde. Zudem setzte er sich unter anderem als Mitglied der 1931 ins Leben gerufenen Erneuerungsvereinigung Kerkopbouw für eine Reform der Kirchenorganisation ein. Im Jahre 1946 wurde er Mitglied der Kommission für eine neue Kirchenordnung. Als Mitglied dieser Kommission wirkte er mit am Zustandekommen der Reformierten Kirchenordnung aus dem Jahre 1951.

## Wissenschaftliche Laufbahn
Obwohl er niemals wissenschaftlich promoviert wurde, hat er ausgehend von seiner dörflichen Pfarrstelle großen Einfluss auf den theologischen Diskurs in den Niederlanden ausgeübt. Er war neben Kornelis Heiko Miskotte einer der ersten, der die Gedankenwelt Karl Barths in den Niederlanden einführten, wobei sich jedoch Barth mehr der Menschwerdung Gottes und Noordmans dem Kreuz Christi zuwandte. Sein dogmatisches Gedankengebäude formulierte er unter anderem in seinem Buch Erneuerung (nld. Herschepping, 1934). Er betont dabei, ebenso wie Barth, den Offenbarungscharakter von Gottes Wirklichkeit, wobei er aber das Auge stärker auf dessen Kontinuität und auf das Wirken des Heiligen Geistes im persönlichen Leben richtet.
Im Gegensatz zu den durch Gerardus van der Leeuw ausgearbeiteten Erneuerungsplänen für die Liturgische Bewegung sprach er sich für eine einfache reformierte Lebensweise aus. Er war kein Befürworter des Konservatismus (es geht nicht um die Vergangenheit, sondern die Zukunft des christlichen Geistes) und stand den nach dem Krieg stattfindenden gesellschaftskritischen Entwicklungen innerhalb der Reformierten Kirche skeptisch gegenüber.
Eines der Kennzeichen seiner 'Theologie' war, dass er erschaffen nicht im Sinne von 'bilden' verstand, sondern im Sinne von 'trennen'. Dass 'erschaffen' 'trennen' bedeutet, wird gemäß Noordmans am sichtbarsten in Bezug auf das Kreuz.

## Bemerkenswerte Zitate Noordmans’
- In der Predigt gehört die gesamte Dogmatik aus der Verankerung gezogen (Herschepping, 26)[4]
- Das Dogma darf in der Kirche schlafen, wenn es nur aufwacht sobald etwas droht zu misslingen (Herschepping, 24).
- Kirchenmitglied wird man durch Geburt, für einen Verein entscheidet man sich.
- Wenn wir in die Kirche gehen, ist noch nicht sicher dass Gott auch geht.
- Das Wort ist Fleisch geworden. Das Kindlein lag in der Krippe, in den Tüchern unserer Sünden, in den Windeln unseres Todes. Wir würden ihm eine bessere Wiege gegönnt haben, aber Gott wollte es so. Und das ist unsere Seligkeit. Denn wenn es nun um Sein oder Nichtsein geht, um Leben oder Tod, um Licht oder Finsternis in der Welt; wenn uns die Angst ergreift wegen dieser Not, Not der Seele und Not des Leibes; dann ist Christus noch immer tiefer in das Fleisch hinabgestiegen. Je tiefer wir sinken, desto näher sind wir bei Ihm.
- Als Calvin auf dem Schachbrett den Bauern der Kirchenältesten zog, setzte er damit den Papst schachmatt.
- Die Schöpfung ist ein Ort des Lichts, um das Kreuz herum angeordnet (Herschepping, 70)
- [ Heiligung ] bedeutet ein Sehnen nach Rechtfertigung und ein Warten auf Verherrlichung. (Herschepping, 202)
- Gottes Einheit ist prismatisch. Wenn Sprechen nicht ausreicht, dann kommt Er; wenn Kommen nicht ausreicht, dann tröstet Er. (Herschepping, 29)
- Erschaffen bedeutet nicht bilden, sondern trennen. (Herschepping, 82)

## Gesammelte Werke
Noordmans’ Œuvre wurde als gesammelte Werke (GW) in elf Bänden herausgegeben:
- Het begin: om de ware humaniteit (GW I; Kampen, Kok: 1978) ISBN 978-90-242-2598-9
- Dogmatische peilingen rondom Schrift en belijdenis (GW II; Kampen, Kok: 1979) ISBN 978-90-242-2599-6
- Ontmoetingen: de actualiteit der historie (GW III; Kampen, Kok: 1981) ISBN 978-90-242-0235-5
- Ontmoetingen: de actualiteit der historie (GW IV; Kampen, Kok: 1988) ISBN 978-90-242-2607-8
- Om de rechte orde der kerk (GW V; Kampen, Kok: 1984) ISBN 978-90-242-2608-5
- De kerk en het leven (GW VI; Kampen, Kok: 1986) ISBN 978-90-242-2609-2
- Preken (GW VII; Kampen, Kok: 1990) ISBN 978-90-242-2026-7
- Meditaties (GW VIII; Kampen, Kok: 1980) ISBN 978-90-242-2611-5
- Brieven (1884-1934) (GW IXa; Kampen, Kok: 1999) ISBN 978-90-435-0161-3
- Brieven (1934-1955) (GW IXb; Kampen, Kok: 1999) ISBN 978-90-435-0162-0
- Mengelwerk. Registers (GW X; Kampen, Kok: 2004) ISBN 978-90-435-0689-2

## Studien über Noordmans (Niederländisch)
- J.M. Hasselaar: Dr. O. Noordmans: hoofdmomenten van zijn theologie ('s Gravenhage: Boekencentrum, 1959)
- G.W. Neven: Tijdgenoot en getuige: opstellen over de theologie van dr. O. Noordmans (Studies over de theologie van O. Noordmans 1; Kampen: Kok, 1980) ISBN 978-90-242-0494-6
- G.W. Neven: In de speelruimte van de Geest: introduktie in de geloofsleer van dr. O. Noordmans (Studies over de theologie van O. Noordmans 2; Kampen: Kok, 1980) ISBN 978-90-242-0255-3
- A. van der Kooi: Het heilige en de Heilige Geest bij Noordmans: een schets van zijn pneumatologisch ontwerp (Kampen: Kok, 1992) ISBN 978-90-242-6163-5
- H.W. de Knijff, A. van der Kooi et al. (Hrsg.): Noordmans voor het voetlicht (Kampen: Kok, 2006) ISBN 978-90-435-1193-3